# Даценко, Сергей Анатольевич
Сергей Анатольевич Даценко (укр. Сергій Анатолійович Даценко; род. 10 декабря 1977, Чернигов) — украинский футболист, защитник, нападающий, полузащитник.

## Карьера
Начал карьеру в 1995 году в черниговской «Десне». Позже играл во второй и третьей командах киевского «Динамо». В сезоне 1997/98 провёл 20 игр за «Металлург» Донецк, в следующем — 32 игры за «Кривбасс». В начале 2000 Даценко вновь играл за фарм-клубы «Динамо», в середине сезона перешёл в российский «Ростсельмаш». В 2005 году провёл 4 игры за грозненский «Терек», после чего сведений о его участии в профессиональном футболе нет.

## Достижения
- Финалист Кубка России: 2003